# Ievgueni Jukov
Ievgueni Jukov   (Tula, 20 d'agost de 1930) és un atleta rus ja retirat, especialista en curses de fons, que va competir sota bandera de la Unió Soviètica durant la dècada de 1950.
El 1960 va prendre part en els Jocs Olímpics d'Estiu de Roma, on fou setzè en els 10.000 metres del programa d'atletisme.
En el seu palmarès destaca una medalla de plata en els 10.000 metres al Campionat d'Europa d'atletisme de 1958, rere Zdzisław Krzyszkowiak. A nivell nacional no guanyà cap campionat soviètic, però fou subcampió dels 10.000 metres el 1955 i el 1961 i medallista de bronze en aquesta distància el 1958 i en els 5.000 metres el 1959. Va guanyar el Memorial Znamenski el 1958 en els 10.000 metres.

## Millors marques
- 5.000 metres. 13' 53.4" (1960)
- 10.000 metres. 28' 58,6" (1958)[4]